# 畸顎馬陸總目
畸顎馬陸總目（學名：Colobognatha）是倍足綱唇颚亚纲蠕形马陆下纲（Helminthomorpha）之下的一個總目。

## 簡述
畸顎馬陸總目的各物種間都有共有衍徵：雄性物種有兩對簡單的生殖肢，位於第七體節的一對後腿及第八體節的一對前腿。They possess tubular defensive glands that open on the sides of the body, and lack a palp-like structure on their gnathochilaria. 本分類元的一大特徵是其特別窄的頭部，而且沒有嗅感器，但這特徵亦有見於其他馬陸的物種。

## 分類
畸顎馬陸總目下共包含四目：
- 平馬陸目 Platydesmida Cook, 1895
- 多板馬陸目 Polyzoniida Cook, 1895
- 目 Siphonocryptida Cook, 1895
- 管馬陸目 Siphonophorida Newport, 1844